# 城市公園站 (卑爾根)
城市公園站（Byparken holdeplass，亦可稱作）是卑爾根輕鐵1號線的車站。站名是以車站旁邊的城市公園（Byparken）而命名。本站也是1號線的北端終點站。
本站與2號線的碼頭街總站只是相隔一個街口，兩端月台的距離亦只有50米，但兩線卻採用獨立的月台，2號線列車當駛至卑爾根市政府大樓時，會駛入側線，直至到達居勒庭上訴法院外的車站為止，而1號線列車則會繼續向前行，直至到達2號線路軌旁時才會通過轉轍器進入不同的路軌。在非繁忙時間，列車會經轉轍器駛入有候車亭的1號軌道上落，但在繁忙時間，列車亦有機會直駛至沒有候車亭的2號軌道上落。2號軌道的月台正好貼近卑爾根電訊大樓旁。
而逢星期一至四由菲林斯谷開出最後兩班2號線列車，亦會改以城市公園為終點站，不駛入原來碼頭街的月台。
由卑爾根機場開出的列車，車頭及兩側的路線牌會以「卑爾根市中心」（Bergen Sentrum）標示，沿途其他月台上的顯示屏也會以「卑爾根市中心」顯示，但車內廣播及路線圖及月台上的站名則仍然標示為「城市公園」。

## 月台配置
設有頭端式側式月台2座，在只有1號線的年代，只有靠近公園一方的月台設有候車亭，內設有自動售票機及告示板（後來告示板改為LED顯示屏），上蓋近乎覆蓋整個月台長度，近碼頭街站一端也設有顯示班次的顯示屏；至於靠近卑爾根電訊大樓旁的月台，則沒有裝設任何車站設施，而在防撞石壆前的鐵柱上亦有裝上另一個班次顯示屏。
自通車以來，車站月台均以「路軌編號」（挪威語：Spor）作為候車月台的識別，有候車亭一方稱為「1號月台」；沒有月候車亭一方稱為「2號月台」，班次顯示屏上亦以「1、2」作標示，但當碼頭街站啟用後，月台上則增設了「A」的標示，與碼頭街站的「B」配在一起，而顯示屏則仍舊以「路軌編號」作標示。
現時，設於「2號月台」上的顯示屏已經被拆走，而建於防撞躉後方的顯示屏，亦只是以「1」標示A月台，即使是繁忙時段，如果位於A月台的列車仍未駛離、而下一班列車又到達時，那麼下一班列車則只會停於「碼頭街站」外、轉轍器前的位置，而不會再駛入原2號月台，直至前一班列車從A月台開走後，再經轉轍器到A月台停車。
| 月台（路軌） | 路線    | 目的地         | 備注         |
| ------------ | ------- | -------------- | ------------ |
| A（1）       | 1 1號線 | 卑爾根機場方向 | 主發月台     |
| - （2）      | 1 1號線 | （後備月台）   | （後備月台） |

## 相鄰車站
卑爾根輕鐵
-   1   1號線

城市公園 - 朗尼舍達

## 外部連結
- 卑爾根輕鐵城市公園站電子時間表 （页面存档备份，存于）